# Zilveren Schelp voor beste acteur
De Zilveren Schelp voor beste acteur (Spaans: Concha de Plata al mejor actor, Baskisch: Gizonezko aktore onenaren Zilarrezko Maskorra)  is een van de hoofdprijzen van het Internationaal filmfestival van San Sebastian en wordt gegeven aan de beste acteur in de competitie. De prijs wordt sinds 1953 uitgereikt.

## Winnaars
| Jaar                | Acteur                                                                     | Film                             |
| ------------------- | -------------------------------------------------------------------------- | -------------------------------- |
| 1953 (1ste editie)  | Francisco Rabal                                                            | Hay un camino a la derecha       |
| 1954 (2de editie)   | Enrique Diosdado                                                           | Viento del norte                 |
| 1955 (3de editie)   | Prijs werd niet uitgereikt                                                 | Prijs werd niet uitgereikt       |
| 1956 (4de editie)   | Otto Eduard Hasse                                                          | Canaris                          |
| 1957 (5de editie)   | Charles Vanel                                                              | Le feu aux poudres               |
| 1958 (6de editie)   | Kirk Douglas                                                               | The Vikings                      |
| 1958 (6de editie)   | James Stewart                                                              | Vertigo                          |
| 1959 (7de editie)   | Adolfo Marsillach                                                          | Salto a la gloria                |
| 1960 (8ste editie)  | Richard Attenborough Jack Hawkins Bryan Forbes Roger Livesey Nigel Patrick | The League of Gentlemen          |
| 1961 (9de editie)   | Gert Fröbe                                                                 | Der Gauner und der liebe Gott    |
| 1962 (10de editie)  | Peter Sellers                                                              | Waltz of the Toreadors           |
| 1963 (11de editie)  | Jack Lemmon                                                                | Days of Wine and Roses           |
| 1964 (12de editie)  | Richard Attenborough                                                       | Seance on a Wet Afternoon        |
| 1964 (12de editie)  | Maurice Biraud                                                             | Les aventures de Salavin         |
| 1965 (13de editie)  | Marcello Mastroianni                                                       | Casanova 70                      |
| 1966 (14de editie)  | Frank Finlay                                                               | Othello                          |
| 1967 (15de editie)  | John Mills                                                                 | The Family Way                   |
| 1967 (15de editie)  | Maurice Ronet                                                              | Le scandale                      |
| 1968 (16de editie)  | Sidney Poitier                                                             | For Love of Ivy                  |
| 1968 (16de editie)  | Claude Rich                                                                | Je t'aime, je t'aime             |
| 1969 (17de editie)  | Nicol Williamson                                                           | Laughter in the Dark             |
| 1970 (18de editie)  | Innokenti Smoktunovski                                                     | Tchaikovsky                      |
| 1970 (18de editie)  | Zoltán Latinovits                                                          | Utazás a koponyám körül          |
| 1971 (19de editie)  | Vittorio Gassman                                                           | Brancaleone alle crociate        |
| 1972 (20ste editie) | Fernando Rey                                                               | La duda                          |
| 1972 (20ste editie) | Chaim Topol                                                                | Follow Me!                       |
| 1973 (21ste editie) | Lino Ventura                                                               | La bonne année                   |
| 1973 (21ste editie) | Giancarlo Giannini                                                         | Sono stato io!                   |
| 1974 (22ste editie) | Martin Sheen                                                               | Badlands                         |
| 1975 (23ste editie) | Al Pacino                                                                  | Dog Day Afternoon                |
| 1976 (24ste editie) | Zdzislaw Kozien                                                            | Skazany                          |
| 1977 (25ste editie) | Héctor Alterio                                                             | A un dios desconocido            |
| 1978 (26ste editie) | José Sacristán                                                             | Un hombre llamado Flor de Otoño  |
| 1979 (27ste editie) | Nelson Villagra                                                            | De försvunna                     |
| 1980-1984           | Prijs werd niet uitgereikt.                                                | Prijs werd niet uitgereikt.      |
| 1985 (33ste editie) | Piotr Siwkiewicz                                                           | Yesterday                        |
| 1986 (34ste editie) | Ernesto Gómez Cruz                                                         | El imperio de la fortuna         |
| 1987 (35ste editie) | Imanol Arias                                                               | El Lute (camina o revienta)      |
| 1988 (36ste editie) | Fernando Rey                                                               | Diario de invierno               |
| 1988 (36ste editie) | Fernando Rey                                                               | El aire de un crimen             |
| 1989 (37ste editie) | Ari Bery                                                                   | Túsztörténet                     |
| 1990 (38ste editie) | Mulie Jarju                                                                | Las cartas de Alou               |
| 1991 (39ste editie) | Silu Seppälä                                                               | Zombie ja Kummitusjuna           |
| 1992 (40ste editie) | Roberto Sosa                                                               | El patrullero                    |
| 1993 (41ste editie) | Juan Echanove                                                              | Madregilda                       |
| 1994 (42ste editie) | Javier Bardem                                                              | Días contados                    |
| 1994 (42ste editie) | Javier Bardem                                                              | El detective y la muerte         |
| 1995 (43ste editie) | Nicolas Cage                                                               | Leaving Las Vegas                |
| 1996 (44ste editie) | Michael Caine                                                              | Blood and Wine                   |
| 1997 (45ste editie) | Federico Luppi                                                             | Martín (Hache)                   |
| 1998 (46ste editie) | Ian McKellen                                                               | Gods and Monsters                |
| 1999 (47ste editie) | Jacques Dufilho                                                            | C'est quoi la vie?               |
| 2000 (48ste editie) | Gianfranco Brero                                                           | Tinta roja                       |
| 2001 (49ste editie) | Düzgün Ayhan                                                               | Escape to Paradise               |
| 2002 (50ste editie) | Liu Peiqi                                                                  | He ni zai yi qi                  |
| 2003 (51ste editie) | Luis Tosar                                                                 | Te doy mis ojos                  |
| 2004 (52ste editie) | Ulrich Thomsen                                                             | Brødre                           |
| 2005 (53ste editie) | Juan José Ballesta                                                         | 7 vírgenes                       |
| 2006 (54ste editie) | Juan Diego                                                                 | Vete de mí                       |
| 2007 (55ste editie) | Henry O                                                                    | A Thousand Years of Good Prayers |
| 2008 (56ste editie) | Oscar Martínez                                                             | El nido vacío                    |
| 2009 (57ste editie) | Pablo Pineda                                                               | Yo, también                      |
| 2010 (58ste editie) | Connor McCarron                                                            | Neds                             |
| 2011 (59ste editie) | Antonis Kafetzopoulos                                                      | Adikos kosmos                    |
| 2012 (60ste editie) | José Sacristán                                                             | El muerto y ser feliz            |
| 2013 (61ste editie) | Jim Broadbent                                                              | A Weekend in Paris               |
| 2014 (62ste editie) | Javier Gutiérrez                                                           | La isla mínima                   |
| 2015 (63ste editie) | Ricardo Darín Javier Cámara                                                | Truman                           |
| 2016 (64ste editie) | Eduard Fernández                                                           | El hombre de las mil caras       |
| 2017 (65ste editie) | Bogdan Dumitrache                                                          | Pororoca                         |
| 2018 (66ste editie) | Darío Grandinetti                                                          | Rojo                             |
| 2019 (67ste editie) | Bukassa Kabengele                                                          | Pacified                         |
| 2020 (68ste editie) | Mads Mikkelsen Thomas Bo Larsen Lars Ranthe Magnus Millang                 | Druk                             |